# رشيدي يقيني
رشيدي يقيني (بالإنجليزية: Rashidi Yekini) (23 أكتوبر 1963 - 4 مايو 2012)، لاعب كرة قدم نيجيري راحل، سجّل أول أهداف المنتخب النيجيري في تاريخ مشاركاته في بطولات كأس العالم، توفي في يوم الجمعة 4 مايو 2012 عن عمر يناهز ال 49 عاماً.

## المسيرة الاحترافية
بدأ مسيرته الكروية مع نادي يونايتد نيجيريان تكستلز في عام 1982، وفي عام 1983 انتقل إلى نادي شوتينغ ستارز، ولعب معهم حتى عام 1984، وفي عام 1985 انتقل إلى نادي أبيولا بابيز، ولعب معهم حتى عام 1987، وفي عام 1988 انتقل إلى نادي أفريكا سبورتس، ولعب معهم حتى عام 1990، وفي عام 1990 انتقل إلى نادي فيتوريا سيتوبال البرتغالي، ولعب معهم حتى عام 1994، وشارك معهم في 108 مباراة وسجّل 90 هدف، وفي موسم 1994/1995 انتقل إلى نادي أولمبياكوس اليوناني، ولعب معهم 4 مباريات وسجل هدفين، وفي عام 1995 انتقل إلى نادي ريال سبورتنغ خيخون الإسباني، ولعب معهم حتى عام 1997، ولعب معهم 14 مباراة، وفي موسم 1996/1997 لعب مع نادي فيتوريا سيتوبال البرتغالي، وشارك معهم في 4 مباريات، وفي موسم 1997/1998 لعب مع نادي زيورخ السويسري، وشارك معهم في 28 مباراة وسجل 14 هدف، وفي موسم 1998/1999 انتقل إلى النادي الرياضي البنزرتي، وفي موسم 1998/1999 لعب مع نادي الشباب السعودي، وفي عام 1999 انتقل إلى نادي أفريكا سبورتس، ولعب معهم حتى عام 2002، وفي عام 2003 انتقل إلى نادي جوليوس بيرغر، وفي عام 2005 لعب مع نادي غيتواي.

## المسيرة الدولية
و قد لعب مع منتخب نيجيريا لكرة القدم العديد من المباريات وسجل 37 هدف، وهو الهداف التاريخي في منتخب نيجيريا لكرة القدم.

## روابط خارجية
- رشيدي يقيني على موقع الاتحاد الدولي (مؤرشف)  (الإنجليزية)
- رشيدي يقيني على موقع قاعدة بيانات كرة القدم.إي يو (الإنجليزية)
- رشيدي يقيني على موقع ناشيونال فوتبول تيمز (الإنجليزية)
- رشيدي يقيني على موقع Soccerway.com (الإنجليزية)
- رشيدي يقيني على موقع عالم كرة القدم.نت (الإنجليزية)
- رشيدي يقيني على موقع أوليمبيديا (الإنجليزية)